# لغات سامية إثيوبية
اللغات السامية الإثيوبية Ethiopian Semitic و تعرف أيضاً ب (الإثيوبيات Ethiopian H أو ب الإثيوساميات Ethiosemitic أو اللغات السامية الأفريقية Afro-Semitic )) هي مجموعة لغوية، والتي تشكل مع اللغة العربية الجنوبية القديمة الفرع الغربي من اللغات السامية الجنوبية، و اللغات السامية الإثيوبية تستخدم في كل من إثيوبيا وإريتريا .و قد بدأ بعض اللغويين يطلقون على المجموعة اسم اللغات السامية الأفريقية، لتجنب الالتباس بين إثيوبيا وإريتريا. و لكن هذا الاسم أقل شيوعاً.

## تقسيماتها

### لغات سامية إثيوبية شمالية
- اللغة الجعزية لغة منقرضة .
- اللغة التغرينية
- اللغة التغرية
- لغة الداهليك : يتم التحدث فقط في ثلاث جزر إريترية .